# Vitalij Šarapov
Vitalij Lvovič Šarapov (rusky Виталий Львович Шарапов; 9. ledna 1967 Moskva – 25. srpna 1999 Moskva) byl sovětský fotbalový záložník ruské národnosti.
Jeho dvojčetem byl Oleg Šarapov.

## Fotbalová kariéra
V československé nejvyšší soutěži nastoupil za Sigmu Olomouc ve čtyřech utkáních, aniž by skóroval.
Společně se svým bratrem a dvojčetem Olegem přišli do Olomouce k 21. říjnu 1989 ze Spartaku Moskva. Tamtéž se oba vrátili ještě před koncem roku 1989.

## Ligová bilance
| Ročník                                   | Zápasy | Góly | Minuty | Klub                 |
| ---------------------------------------- | ------ | ---- | ------ | -------------------- |
| 1. československá fotbalová liga 1989/90 | 4      | 0    | –      | TJ Sigma ZTS Olomouc |
| CELKEM                                   | 4      | 0    | –      |                      |